# 宜灣長老教會
宜灣長老教會，又稱宜灣卡片教堂，是位於台灣台東縣成功鎮的一座台灣基督長老教會的教堂，1951年12月1日設立，禮拜堂於1953年3月完工，在1974年毀於颱風，之後重建。現在的教堂設計者是賴明德，因其外觀類似聖誕卡中的教堂，故有「卡片教堂」的別名。2003年，宜灣長老教會被臺東縣政府指定為台東縣歷史建築。